# Floridsdorf
Floridsdorf ([ˈflɔːʀɪʦˌdɔʁf]ⓘ) is het 21e district van Wenen en is ook een begin-/eindhalte van metrolijn U6. Tot 1905 was Floridsdorf een zelfstandige gemeente.
In Floridsdorf bevindt zich de Stooßgasse, vernoemd naar de Zwitserse jurist Carl Stooss, die jarenlang professioneel actief was in Wenen.

## Musea
- Bezirksmuseum Floridsdorf, ook wel Floridsdorfer Heimatmuseum
- Erdődy-landgoed (1973-2013), gewijd aan Ludwig van Beethoven (opgeheven)

1 Innere Stadt · 2 Leopoldstadt · 3 Landstraße · 4 Wieden · 5 Margareten · 6 Mariahilf · 7 Neubau · 8 Josefstadt · 9 Alsergrund · 10 Favoriten · 11 Simmering · 12 Meidling · 13 Hietzing · 14 Penzing · 15 Rudolfsheim-Fünfhaus · 16 Ottakring · 17 Hernals · 18 Währing · 19 Döbling · 20 Brigittenau · 21 Floridsdorf · 22 Donaustadt · 23 Liesing